# Кирлогань (комуна)
Кирлогань, Кирлогані (рум. Cârlogani) — комуна у повіті Олт в Румунії. До складу комуни входять такі села (дані про населення за 2002 рік):
- Бекулешть (144 особи)
- Кирлогань (1384 особи)
- Скорбура (327 осіб)
- Ступіна (24 особи)
- Чепарі (1004 особи)

Комуна розташована на відстані 154 км на захід від Бухареста, 19 км на північний захід від Слатіни, 34 км на північний схід від Крайови.

## Населення
За даними перепису населення 2002 року у комуні проживали 2883 особи, усі — румуни. Усі жителі комуни рідною мовою назвали румунську.
Склад населення комуни за віросповіданням:
| Релігія                                       | Кількість осіб | Відсоток |
| --------------------------------------------- | -------------- | -------- |
| православні                                   | 2867           | 99,4%    |
| адвентисти                                    | 14             | 0,5%     |
| п'ятдесятники                                 | 1              | < 0,1%   |
| лютерани (Синодально-пресвітеріанська церква) | 1              | < 0,1%   |